# Runaway (Eruption-dal)
A Runaway című dal a brit Eruption együttes kislemeze a csapat első The Best of Eruption című válogatás lemezéről. A dal albumra nem került fel, csupán ezen a válogatáslemezen volt hallható. A dal produceri munkáit továbbra is Frank Farian és Rainer M. Ehrhardt végezték. A dal slágerlistára is felkerült. A dalt Jane Jochen énekelte, mivel Kim Davis autóbalesetben életét vesztette. Az eredeti változat 1961-ben jelent meg Del Shannon előadásában, pályafutásának legsikeresebb slágere lett.

## Tracklista
12" Maxi
 Németország Super Sound Single (Hansa 600 328)
1. "Runaway" (Long Version) - 6:53
2. "Good Good Feelin'" - 4:24

7" kislemez
 Franciaország (Carrere 49.754)
1. "Runaway" - 4:24
2. "Good Good Feelin'" - 3:28

## Slágerlista
| Slágerlista 1980 | Legmagasabb helyezés |
| ---------------- | -------------------- |
| Németország      | 21                   |

## Külső hivatkozás
- Dalszöveg[4]
- Videó[5]
- Egyéb verziók: Runaway(wd)